# Interpretarea metodică (actorie)

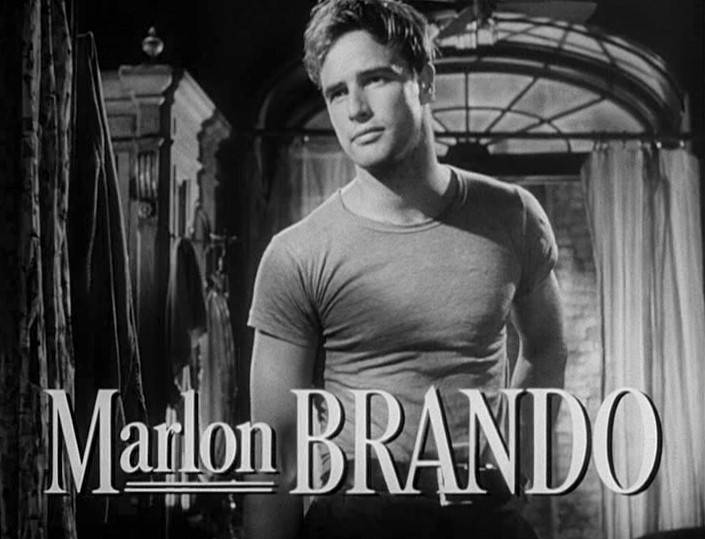
Interpretarea lui Marlon Brando în filmul lui Elia Kazan, A Streetcar Named Desire, a ilustrat impactul sistemului actoricesc propus de Stanislavski în cinematografie.

Interpretarea metodică reprezintă o serie de tehnici de instruire și repetiție formulate de diferiți practicieni de teatru care promovează prestațiile actoricești sincere și expresive la nivel emoțional. Aceste tehnici au la bază sistemul lui Stanislavski, dezvoltat de actorul și regizorul rus Konstantin Stanislavski, care a dezbătut subiectul în cărțile sale: Un actor se prepara, Building a Character (Construirea unui personaj) și Creating a Role (Crearea unui rol). 
Pe lista celor care au contribuit la dezvoltarea interpretării metodice se află trei profesori cărora li se atribuie meritul de a fi „stabilit standardul succesului acesteia”. Fiecare dintre ei a evidențiat diferite aspecte ale acestei tehnici actoricești: Lee Strasberg (aspectele psihologice), Stella Adler (aspectele sociologice), și Sanford Meisner (aspectele comportamentale).  Procedeul a fost conceput pe vremea când aceștia lucrau împreună la Group Theatre din New York. Ulterior, toți trei au susținut că sunt urmașii de drept ai sistemului lui Stanislavski. 

## De la „sistem” la Metodă
„Metoda” este o elaborare a „sistemului” de actorie dezvoltat de specialistul rus în dramaturgie, Konstantin Stanislavski. În primele trei decenii ale secolului XX, Stanislavski și-a organizat tehnicile de instruire, pregătire și repetiție într-o metodologie sistematică și coerentă. „Metoda” a reunit și s-a bazat pe: (1) abordarea integrală bine ordonată a companiei Meiningen axată pe regizor și pe o estetică unificată; (2) realismul concentrat pe jocul actoricesc al lui Maly; (3) și punerea în scenă naturalistă a lui Antoine alături de mișcarea teatrului independent. 

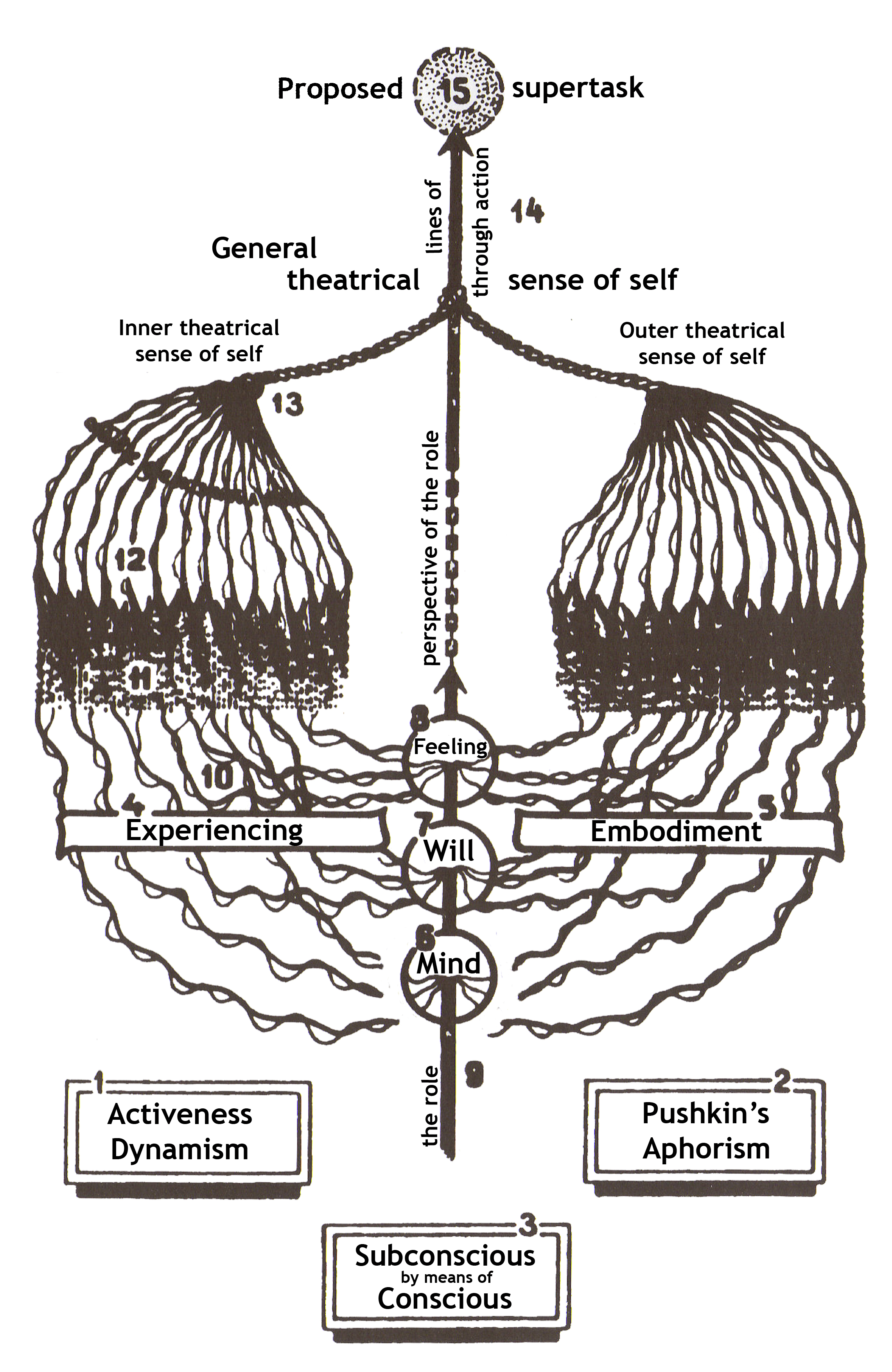
O diagramă a „sistemului” lui Stanislavski, bazată pe „Planul său de experimentare” (1935).

„Sistemul” conceput de Stanislavki cultivă „arta experimentării” (în opoziție cu „arta reprezentării”). Aceasta mobilizează gândirea conștientă și voința actorului, cu scopul de a activa alte procese psihologice mai greu de controlat, precum experiența emoțională și comportamentul subconștient, simpatic și indirect. În cadrul repetițiilor, actorul caută o motivație interioară pentru a-și justifica acțiunile și a-și defini obiectivele în orice moment dat („sarcini”). Ulterior, Stanislavski a îmbogățit „sistemul” prin transformarea repetițiilor într-un proces bazat pe manifestarea fizică, cunoscut sub numele de „Metoda acțiunii fizice”.  Autorul propune înlocuirea discuțiilor statice cu o „analiză activă”, în cadrul căreia actorii improvizează succesiunea situațiilor dramatice. „Cea mai bună analiză a unei piese”, susține Stanislavski, „este acționarea în circumstanțele date”.  
La fel ca lucrările timpurii ale lui Stanislavski, ideile și tehnicile elaborate de Yevgeny Vakhtangov (un student rus-armean care a murit în 1922 la vârsta de 39 de ani) au avut, de asemenea, un rol semnificativ în dezvoltarea Metodei. „Exercițiile practice” propuse de Vakhtangov au fost dezvoltate ulterior de către Uta Hagen având ca scop formarea actorilor și exersarea abilităților acestora. Strasberg îi atribuie lui Vakhtangov marcarea distincției dintre ideea lui Stanislavski de a „justifica” acțiunile personajului prin motivația interioară care îl determină să acționeze într-un anumit fel și „motivarea” comportamentului cu experiențe imaginate sau amintite aparținând actorului care au fost înlocuite cu cele ale personajului. În baza acestei distincții, actorul se întreabă „Ce m-ar motiva pe mine, ca actor, să mă comport în felul în care o face personajul?”, înlocuind întrebarea care derivă din ideile lui Stanislavski, și anume: „Luând în considerare circumstanțele prezente în cadrul piesei, cum m-aș comporta, ce aș face, cum m-aș simți, cum aș reacționa?”

### Statele Unite ale Americii
În America, lucrările în fază incipientă ale lui Stanislavski au fost transmise prin intermediul studenților de la First Studio al Teatrului de Artă din Moscova (MAT) revoluționând interpretarea actoricească din Occident. Când MAT a vizitat SUA la începutul anilor 1920, Richard Boleslavsky, unul dintre studenții lui Stanislavski de la First Studio, a susținut o serie de prelegeri despre „sistem” care au fost publicate, în cele din urmă, sub titlul de The First Six Lessons (Actorie: Primele șase lecții) (1933) . Interesul generat i-a determinat pe Boleslavsky și pe Maria Ouspenskaya (o altă studentă la First Studio) de a emigra în SUA și de a înființa Laboratorul de teatru american. 
Cu toate acestea, versiunea sistemului lui Stanislavski pe care acești studenți au adus-o cu ei în SUA a fost cea elaborată în anii 1910, și nu versiunea mai detaliată a „sistemului” prezentată în manualele de actorie ale lui Stanislavski din anii 1930, An Actor's Work (Munca unui actor) și An Actor's Work on a Role (Munca unui actor la un rol). Prima jumătate a lucrării An Actor's Work (Munca unui actor), care analizează elementele psihologice ale instruirii, a fost publicată în SUA în 1936 cu titlul Un actor se prepara, fiind o traducere inexactă și prescurtată a variantei originale. Cititorii versiunii în limba engleză confundau adesea primul volum privind procesele psihologice cu „sistemul” în întregime. Mulți dintre specialiștii americani în practicarea interpretării metodice,care au ajuns să fie identificați cu ea, au fost instruiți de Boleslavsky și Ouspenskaya la Laboratorul de teatru american. Tehnicile actoricești dezvoltate ulterior de studenții lor - inclusiv Lee Strasberg, Stella Adler și Sanford Meisner - sunt deseori confundate cu „sistemul” lui Stanislavski. 

## Emoție și imaginație
Printre noțiunile și tehnicile interpretării metodice se numără substituția, metoda „ca și cum”, memoria senzorială, memoria afectivă și interpretarea inspirată de animale (toate fiind elaborate inițial de Stanislavski). Actorii contemporani care practică această metodă solicită uneori ajutorul psihologilor pentru construirea unui rol. 
În strategia propusă de Strasberg, actorii trebuie să apeleze la experiențele personale pentru a se apropia de experiențele personajelor lor. Această tehnică, pe care Stanislavski o numea memorie emoțională (Strasberg tinde să folosească formularea alternativă, „memoria afectivă”), implică evocarea senzațiilor asociate experiențelor care au avut un impact emoțional semnificativ asupra actorului. Fără a se preface sau a forța lucrurile, actorul permite senzațiilor respective să îi provoace o reacție și încearcă să nu își reprime trăirile. 
Metoda concepută de Stanislavski nu a acceptat memoria emoțională decât ca pe o ultimă soluție accentuând manifestările fizice ca o cale indirectă către exprimarea emoțională.  Acest lucru poate fi observat în notele lui Stanislavki adresate lui Leonidov din planul de producție pentru Othello și în discuțiile lui Benedetti privind instruirea pe care o făcea actorilor în țara de origine și ulterior în străinătate. Stanislavski a confirmat acest aspect în discuțiile sale cu Harold Clurman la sfârșitul anului 1935.  
În procesul de pregătire, spre deosebire de repetiții, evocarea senzațiilor pentru declanșarea unei reacții emoționale și imaginare unei experiențe fictive detaliate au rămas o parte esențială atât a procedeului conceput de Stanislavski, cât și a diferitelor abordări dezvoltate pe baza acestei metode. 
Când vine vorba de interpretarea metodică, există o concepție greșită destul de răspândită, mai ales în mass-media, conform căreia actorii care practică această metodă rămân în pielea personajului chiar și în afara scenei sau a platoului de filmare pe durata unui proiect. [necesită citare] În cartea lui A Dream of Passion (Un vis din pasiune), Strasberg scrise că Stanislavski, la începutul carierei sale de regizor, „cere[a] actorilor săi să trăiască 'în pielea personaj' în afara scenei”, însă „rezultatele nu au fost niciodată pe deplin satisfăcătoare”. Stanislavski a abordat această metodă în propria sa interpretare înainte de a deveni actor profesionist și de a înființa Teatrul de artă din Moscova,  însă a renunțat la ea în scurt timp. Unii actori, printre care Daniel Day-Lewis, folosesc această tehnică, însă Strasberg nu a inclus-o în învățăturile sale și „nu face parte din interpretarea metodică”.
Printre studenții lui Strasberg se numără mulți actori americani de seamă din a doua jumătate a secolului XX, printre care Paul Newman, Al Pacino, George Peppard, Dustin Hoffman, James Dean, Marilyn Monroe, Jane Fonda, Jack Nicholson, Mickey Rourke, și alții. 

## Modificarea Tehnicilor lui Strasberg

### Statele Unite ale Americii
Stella Adler, actriță și profesoară de actorie pentru elevi precum Marlon Brando, Warren Beatty și Robert De Niro, s-a distanțat de Strasberg după ce a studiat sub îndrumarea lui Stanislavski. Versiunea acesteia se bazează pe ideea că actorii ar trebui să își provoace reacții emoționale prin imaginarea circumstanțelor specifice scenei interpretate, și nu prin evocarea propriilor experiențe personale. În viziunea lui Adler, imaginația actorului trebuie stimulată prin utilizarea tehnicii „ca și cum”, care înlocuiește situațiile imaginate cu un impact puternic în plan personal cu circumstanțele asociate personajului. 
Critici la adresa metodei lui Strasberg
Acuzația potrivit căreia metoda lui Strasberg a denaturat sistemul lui Stanislavski a stârnit un interes considerabil privind învățăturile „în stare pură” ale acestuia. Întrucât utilizarea metodei a cunoscut un declin remarcabil de la apogeul său de la mijlocul secolului XX, din ce în ce mai mulți profesori de actorie susțin că predau sistemul nealterat al lui Stanislavski. [necesită citare]

## Criticile aduse metodei lui Stanislavski

### America
Alfred Hitchcock a descris colaborarea sa cu Montgomery Clift în I Confess ca fiind dificilă „pentru că, știți și voi, el era un actor metodic”. Aceleași probleme le-a amintit și cu privire la Paul Newman în Torn Curtain. Lillian Gish a răspuns ironic: „Este ridicol. Cum să înfățișezi moartea dacă trebuie să treci prin ea mai întâi?” Charles Laughton, care a lucrat îndeaproape cu Bertolt Brecht pentru o perioadă, a susținut că „actorii metodici îți oferă o fotografie”, în timp ce „actorii adevărați reproduc o pictură în ulei”. 
În timpul filmărilor pentru Marathon Man (1976), Laurence Olivier, care renunțase la interpretarea metodică cu două decenii mai devreme în timp ce lucra la The Prince and Showgirl (1957), l-a ironizat pe Dustin Hoffman, după ce acesta stătuse treaz o noaptea întreagă pentru a se identifica cu situația personajului său, spunându-i că ar trebui să „încerce să fie actor... E mult mai ușor”. 

## Cinematografia indiană
Există afirmații în presa din India că în cinematografia indiană s-a dezvoltat o formă de interpretare metodică separată de cinematografia americană. Dilip Kumar, un actor de cinema indiană care a debutat în anii ’40 și care a devenit ulterior una dintre cele mai mari vedete de film din India din anii ’50 -’60, a fost un pionier al interpretării metodice, fiind un predecesor de seamă al actorilor hollywoodieni care s-au remarcat prin acest tip de joc actoricesc, precum Marlon Brando . Kumar a inspirat mulți viitori actori indieni, de la Amitabh Bachchan la Naseeruddin Shah și Shah Rukh Khan până la Nawazuddin Siddiqui . Kumar, care a introdus propria sa formă de interpretare metodică fără a avea studii în predarea actoriei,  a fost descris de către celebrul cineast Satyajit Ray drept „actorul metodic desăvârșit” (actor natural). 

## Efecte psihologice
Atunci când actorul nu se detașează emoțional, trăirile personajului interpretat îi pot invada alte aspecte ale vieții, afectându-i starea psihică. Acest lucru se întâmplă atunci când actorul își răscolește experiențele emoționale anterioare, fie ele vesele sau traumatice. Efectele psihologice, cum ar fi oboseala emoțională, apar nu numai atunci când actorul utilizează trăiri personale în interpretare, ci și atunci când emoțiile în stare brută pe care le-a reprimat sau ignorat până atunci ies la suprafață pentru a contribui la formarea personajului.  
Oboseala sau oboseala emoțională apare în principal atunci când „există un dezacord între acțiunile și adevăratele sentimente” ale actorilor. O modalitate de a juca un rol numită și „interpretare de suprafață” presupune doar schimbarea acțiunilor, fără modificarea proceselor de gândire mai profunde. Dacă este folosită corect, interpretarea metodică reprezintă un joc actoricesc de mare profunzime, care implică atât schimbarea gândurilor, cât și a acțiunilor, metodă prin care s-a dovedit că poate fi evitată oboseala excesivă.  Statistic vorbind, interpretarea superficială este „asociată cu o stare de spirit negativă, fapt care explică în parte asocierea sa cu epuizarea emoțională la nivel ridicat”. Proasta dispoziție creată poate genera frică, anxietate, rușine și tulburări de somn. 
Emoția în stare brută (emoții nerezolvate invocate pentru a interpreta un rol) poate provoca tulburări de somn, cu toate efectele secundare aferente.  Lipsa somnului poate duce la o funcționare deficitară, provocând, în unele cazuri, „episoade acute de psihoză”. Lipsa somnului provoacă modificări chimice în creier care pot duce la un comportament similar cu cel al indivizilor psihotici. Aceste episoade pot cauza daune psihologice pe termen lung. În cazurile în care persoana în cauză resimte emoții în stare brută care nu au fost soluționate sau traume din trecut care nu fost depășite, trăirile provocate pot cauza o instabilitate emoțională mult mai puternică, precum și senzații acute de anxietate, frică sau rușine. 

## Lista actorilor metodei
- Christian Bale[34]
- Anne Bancroft[35]
- Warren Beatty[36]
- Paula Beer[37]
- Marlon Brando[38]
- Adrien Brody[39]
- Nicolas Cage[40]
- Michael Caine[41]
- Jim Carrey[42]
- Montgomery Clift[43]
- Sacha Baron Cohen[44]
- Bryan Cranston[45]
- Benedict Cumberbatch[46]
- Daniel Day-Lewis[34]
- James Dean[47]
- Robert De Niro[48]
- Johnny Depp[49]
- Leonardo DiCaprio[39]
- Robert Downey Jr.[50]
- Adam Driver[51]
- Michael Fassbender[52]
- Sally Field[53]
- Ralph Fiennes[54]
- Jane Fonda[55]
- Jamie Foxx[56]
- James Franco[57]
- Tom Hanks[58]
- Ed Harris[59]
- Julie Harris[60]
- Anne Hathaway[61]
- Sally Hawkins[62]
- Dustin Hoffman[63]
- Philip Seymour Hoffman[64]
- Dennis Hopper[65]
- Michael Ironside[66]
- Jeremy Irvine[67]
- Angelina Jolie[68]
- Irrfan Khan[69]
- Val Kilmer[39]
- Shia LaBeouf[70]
- Heath Ledger[34]
- Jared Leto[71]
- Andie MacDowell[72]
- Karl Malden[73]
- Matthew McConaughey[74]
- Choi Min-sik[75]
- Marilyn Monroe[76]
- Judd Nelson[77]
- Paul Newman[78]
- Jack Nicholson[79]
- Edward Norton[80]
- Gary Oldman[81]
- David Oyelowo[82]
- Al Pacino[83]
- Estelle Parsons[84]
- Robert Pattinson[85]
- Sean Penn[86]
- George Peppard[87]
- Joaquin Phoenix[88]
- Brad Pitt[89]
- Sidney Poitier[78]
- Mickey Rourke[90]
- Peter Sellers[91]
- Andy Serkis[92]
- Martin Sheen[93]
- Nawazuddin Siddiqui[94]
- Kevin Spacey[95]
- Rod Steiger[96]
- Meryl Streep[97]
- Hilary Swank[39]
- Indira Varma[98]
- Eli Wallach[99]
- Denzel Washington[100]
- Forest Whitaker[101]
- Michelle Williams[102]
- Kate Winslet[103]

## Notițe
1. ↑  Blum (1984, 63) and Hayward (1996, 216).
2. 1 2  Krasner (2000b, 130).
3. ↑  Krasner (2000b, 129).
4. ↑  Benedetti (1989, 5–11, 15, 18) and (1999b, 254), Braun (1982, 59), Carnicke (2000, 13, 16, 29), Counsell (1996, 24), Gordon (2006, 38, 40–41), and Innes (2000, 53–54).
5. ↑  Benedetti (1999a, 201), Carnicke (2000, 17), and Stanislavski (1938, 16–36). Stanislavski's "art of representation" corresponds to Mikhail Shchepkin's "actor of reason" and his "art of experiencing" corresponds to Shchepkin's "actor of feeling"; see Benedetti (1999a, 202).
6. ↑  Benedetti (1999a, 170).
7. ↑  Benedetti (1999a, 182–183).
8. ↑  Benedetti (1999a, 325, 360) and (2005, 121) and Roach (1985, 197–198, 205, 211–215). The term "Method of Physical Action" was applied to this rehearsal process after Stanislavski's death. Benedetti indicates that though Stanislavski had developed it since 1916, he first explored it practically in the early 1930s; see (1998, 104) and (1999a, 356, 358). Gordon argues the shift in working-method happened during the 1920s (2006, 49–55). Vasili Toporkov, an actor who trained under Stanislavski in this approach, provides in his Stanislavski in Rehearsal (2004) a detailed account of the Method of Physical Action at work in Stanislavski's rehearsals.
9. ↑  Benedetti (1999a, 355–256), Carnicke (2000, 32–33), Leach (2004, 29), Magarshack (1950, 373–375), and Whyman (2008, 242).
10. ↑  Quoted by Carnicke (1998, 156). Stanislavski continues: "For in the process of action the actor gradually obtains the mastery over the inner incentives of the actions of the character he is representing, evoking in himself the emotions and thoughts which resulted in those actions. In such a case, an actor not only understands his part, but also feels it, and that is the most important thing in creative work on the stage"; quoted by Magarshack (1950, 375).
11. ↑  Carnicke (2009, 221).
12. ↑  Carnicke (1998, 1, 167) and (2000, 14), Counsell (1996, 24–25), Golub (1998, 1032), Gordon (2006, 71–72), Leach (2004, 29), and Milling and Ley (2001, 1–2).
13. ↑  Benedetti (1999a, 283, 286) and Gordon (2006, 71–72).
14. ↑  Benedetti (1999a, 332).
15. ↑  Krasner (2000b, 129–130).
16. ↑  Kase (2011, 125) and Hull (1985, 10).
17. ↑  Benedetti (1999a, 351–352).
18. ↑  Strasberg (1988, 44).
19. ↑  Benedetti (1999a, 18–19) and Magarshack (1950, 25, 33–34). He would disguise himself as a tramp or drunk and visit the railway station, or as a fortune-telling gypsy. As Benedetti explains, however, Stanislavski soon abandoned the technique of maintaining a characterisation in real life; it does not form a part of his "system".
20. ↑  Skog (2010, 16).
21. ↑  Gussow (1982).
22. ↑  Abramson (2015, 135).
23. ↑  Flom (2009, 241).
24. ↑  French (2008).
25. ↑  Hamilton, Alan (17 mai 1982). „The Times Profile: Laurence Olivier at Seventy-Five”. The Times. p. 8. The American actor Dustin Hoffman, playing a victim of imprisonment and torture in the film The Marathon Man, prepared himself for his role by keeping himself awake for two days and nights. He arrived at the studio disheveled and drawn to be met by his co-star, Laurence Olivier. "Dear boy, you look absolutely awful," exclaimed the First Lord of the Theatre. "Why don't you try acting? It's so much easier." Never was a grosser untruth spoken in jest. Laurence Kerr Olivier . . . would be the last man on earth to regard his chosen profession as easy.
26. ↑  Before Brando, There Was Dilip Kumar, The Quint, December 11, 2015
27. ↑  Hegde, Rajul (11 noiembrie 2012). „Even actors of today have influences of Dilip Kumar”. Rediff. Accesat în 13 ianuarie 2019.
28. ↑  Kumar, Dilip (2014). Dilip Kumar: The Substance and the Shadow (în engleză). Hay House. p. 12. ISBN 9789381398968.
29. ↑  „Unmatched innings”. The Hindu. 24 ianuarie 2012. Arhivat din original la 8 februarie 2012. Accesat în 9 ianuarie 2015.
30. 1 2  Hamden, Raymond. “Clinical and Forensic Psychology."
31. 1 2  Grandey, Alicia A. “When ‘The Show Must Go On’: Surface Acting As Determinants of Emotional Exhaustion and Peer-Rated Service Delivery."
32. ↑  Judge, Timothy A. "Is Emotional Labor More Difficult for Some than for Others? A Multi-level, Experience-sampling Study."
33. ↑  Konin, Elly A. “Acting Emotions: Shaping Emotions on Stage."
34. 1 2 3  Zeke (30 octombrie 2014). „Method Acting: Method or Madness?”. nyfa.edu. Accesat în 30 ianuarie 2019.
35. ↑  Zeke (22 aprilie 2016). „Here's To You, Anne Bancroft”. medium.com. Arhivat din original la 12 aprilie 2019. Accesat în 12 aprilie 2019.
36. ↑  „Warren Beatty went full method by directing Rules Don't Apply as Howard Hughes”. consequenceofsound.net. 28 octombrie 2016. Accesat în 30 ianuarie 2019.
37. ↑  Brendemühl, Jutta (11 septembrie 2018). „Interview: The Emotional Truth of Paula Beer”. blog.goethe.de. Arhivat din original la 2 aprilie 2019. Accesat în 2 aprilie 2019.
38. ↑  Academy, New York Film (11 noiembrie 2015). „Method To The Madness: 3 Actors That Took Method Acting To The Next Level”. nyfa.edu. Accesat în 30 ianuarie 2019.
39. 1 2 3 4  Child, Ben (29 iulie 2016). „Extreme weight loss and tooth extraction: when method acting goes too far”. Accesat în 30 ianuarie 2019 – via www.theguardian.com.
40. ↑  Bilton, Chris (22 octombrie 2015). „Getting Schooled on 'Caginess' by a Nicolas Cage Expert”. vice.com. Accesat în 30 ianuarie 2019.
41. ↑  „Michael Caine 'uses painful secret to cry on set'”. 28 octombrie 2009. Accesat în 30 ianuarie 2019 – via www.telegraph.co.uk.
42. ↑  Champagne, Christine. „The Documentary That Reveals Just How Method Jim Carrey Went to Play Andy Kaufman”. HWD. Accesat în 30 ianuarie 2019.
43. ↑  „Montgomery Clift and the Method”. moviemezzanine.com. 9 iunie 2015. Arhivat din original la 23 noiembrie 2018. Accesat în 30 ianuarie 2019.
44. ↑  Hope, Hannah (15 februarie 2016). „Sacha Baron Cohen method acting: 'Isla Fisher made love to Borat and Bruno'”. mirror. Accesat în 30 ianuarie 2019.
45. ↑  The Infiltrator: Bryan Cranston on his out on a limb acting style
46. ↑  Benedict Cumberbatch on the Importance of Building a Character’s Backstory
47. ↑  „Remembering James Dean: From Method Actor to Screen Idol - TheaterMania”. theatermania.com. Accesat în 30 ianuarie 2019.
48. ↑  „Robert De Niro & Method Acting - Brian Timoney Actors' Studio”. briantimoneyacting.co.uk. 18 iulie 2016. Accesat în 30 ianuarie 2019.
49. ↑  „Johnny Depp - There's method in his madness”. The Independent. 29 ianuarie 2010. Accesat în 30 ianuarie 2019.
50. ↑  Hirschberg, Lynn; Hirschberg, Lynn (19 mai 1988). „Robert Downey Jr.'s Weird Science of Acting”. rollingstone.com. Accesat în 30 ianuarie 2019.
51. ↑  Here’s How Seriously Adam Driver Takes Playing Kylo Ren
52. ↑  „â€˜If you talk to anyone on set they donâ€™t take me seriously at all â€" much to my dismayâ€™”. irishtimes.com. Accesat în 30 ianuarie 2019.
53. ↑  Sally Field Just As Method As Daniel Day-Lewis, She Says
54. ↑  Wallace, William (15 decembrie 2002). „Fiennes reveals his method to portraying madness”. Accesat în 30 ianuarie 2019 – via LA Times.
55. ↑  „Jane Fonda,Lee Strasberg,Method Acting,Sensitive,The Blacklisted Journalist,acting exercises,orange juice”. blacklistedjournalist.com. Accesat în 30 ianuarie 2019.
56. ↑  Jackson, Dan (28 februarie 2018). „The Craziest Things Actors Have Done to Prepare for Roles”. Thrillist. Accesat în 30 ianuarie 2019.
57. ↑  Miller, Matt (9 octombrie 2017). „Method Actor James Franco Stayed in Character as Tommy Wiseau, and Seth Rogen Couldn't Handle It”. Esquire. Accesat în 30 ianuarie 2019.
58. ↑  Hill, Sam (6 februarie 2015). „10 Actors Who Almost Died Because Of Intense Method Acting”. WhatCulture.com. Accesat în 30 ianuarie 2019.
59. ↑  „The 10 Best Ed Harris Movie Performances”. Taste of Cinema - Movie Reviews and Classic Movie Lists. Accesat în 30 ianuarie 2019.
60. ↑  McArdle, Terence; Weil, Martin (25 august 2013). „Julie Harris, esteemed film and stage actress who won five Tony Awards, dies at 87”. Washington Post. Accesat în 13 ianuarie 2019.
61. ↑  D'Alessandro, Anthony; D'Alessandro, Anthony (21 decembrie 2014). „'Interstellar's Anne Hathaway: Going Method To Create Amelia Brand”. deadline.com. Accesat în 30 ianuarie 2019.
62. ↑  Gilbey, Ryan (5 august 2017). „Sally Hawkins: low-key star with plenty to smile about | The Observer profile”. The Guardian. Accesat în 13 ianuarie 2019.
63. ↑  Simkins, Michael (31 martie 2016). „Method acting can go too far – just ask Dustin Hoffman | Michael Simkins”. The Guardian. Accesat în 13 ianuarie 2019.
64. ↑  „Philip Seymour Hoffman - Master of the Method”. briantimoneyacting.co.uk. 2 februarie 2015. Accesat în 30 ianuarie 2019.
65. ↑  Hopper, Dennis. Dennis Hopper: Interviews. Ed. Nick Dawson. Jackson: University Press of Mississippi, 2012. p. 202.
66. ↑  Exclusive: Michael Ironside Talks Turbo Kid; Teaser Trailer Arrives!
67. ↑  „Irvine: I lost two stone for role”. Irish Independent. 22 ianuarie 2013.
68. ↑  „Acting advice from Angelina Jolie”. Arhivat din original la 24 decembrie 2018. Accesat în 3 decembrie 2019.
69. ↑  Choudhury, Ayan. „Irrfan Khan: The method actor”. Accesat în 13 ianuarie 2019.
70. ↑  Sharf, Zack (13 martie 2018). „Tom Hardy Understands Shia LaBeouf's Extreme Method Acting: 'Drama Is Not Known to Attract Stable Types'”. IndieWire (în engleză). Accesat în 13 ianuarie 2019.
71. ↑  „9 Times Jared Leto Went Full Method for a Role”. ELLE. 4 august 2016. Accesat în 13 ianuarie 2019.
72. ↑  ‘It’s not like emotion begins to die with age, but it’s hard to find films that explore dimension of age and beauty’
73. ↑  Method actor Karl Malden stars in both stage and film version of "Baby Doll"
74. ↑  „Matthew McConaughey, 'Dallas Buyers Club'”. Zimbio. Accesat în 30 ianuarie 2019.
75. ↑  Douglas, Edward (6 iulie 2012). „Exclusive Interview: Korea's De Niro, Choi Min-Sik”. ComingSoon.net. Accesat în 13 ianuarie 2019.
76. ↑  „Marilyn Monroe's Later Career”. HowStuffWorks. 29 august 2007. Accesat în 30 ianuarie 2019.
77. ↑  „23 Crazy Details Behind The Making Of The Breakfast Club”. Arhivat din original la 6 martie 2019. Accesat în 3 decembrie 2019.
78. 1 2  Ghosh, Ananya (3 mai 2015). „Method Acting is not about losing yourself in a character”. mid-day (în engleză). Accesat în 13 ianuarie 2019.
79. ↑  Timoney, Brian (4 iulie 2016). „The method acting of Jack Nicholson | Brian Timoney Actors' Studio”. Brian Timoney Acting: (în engleză). Accesat în 13 ianuarie 2019.
80. ↑  Gelbart, Bryn (12 octombrie 2016). „Edward Norton On Why Method Acting Is Misunderstood – Hamptons Film Festival”. IndieWire (în engleză). Accesat în 13 ianuarie 2019.
81. ↑  Topel, Fred. „Harry Potter and the Scary Gary Oldman Method Acting Lesson” (July 10, 2007). Rotten Tomatoes. Accesat în 13 ianuarie 2019.
82. ↑  David Oyelowo on the Role That Made Him a Method Actor
83. ↑  Sachs, Ben (30 iunie 2015). „Method Acting: 5 Actors Who Turned It Into an Art Form”. ReelRundown (în engleză). Accesat în 13 ianuarie 2019.
84. ↑  STRASBERGTALKS: ESTELLE PARSONS
85. ↑  Robert Pattinson’s method acting almost got him fired from ‘Twilight’
86. ↑  Meyers, McKenna (22 februarie 2018). „Method Acting: 5 Actors Who Turned It Into an Art Form”. ReelRundown (în engleză). Accesat în 13 ianuarie 2019.
87. ↑  George Peppard Dies; Stage and Screen Actor, 65
88. ↑  Brody, Richard (21 februarie 2014). „Is Method Acting Destroying Actors?”. The New Yorker (în engleză). Accesat în 13 ianuarie 2019.
89. ↑  „Quentin Tarantino Praises Brad Pitt, The Method Actor”. Arhivat din original la 24 octombrie 2015. Accesat în 1 februarie 2019.
90. ↑  „Want to know how to achieve real acting commitment?”. briantimoneyacting.co.uk. 8 iunie 2016. Accesat în 30 ianuarie 2019.
91. ↑  Gilbert, Paul (25 noiembrie 2014). „The Man Who Never Was: The Paradoxes and Genius of Peter Sellers”. The Young Folks. Accesat în 13 ianuarie 2019.
92. ↑  Delbridge, Matt (1 august 2017). „The Method gone bananas? How motion capture actors are embracing their inner ape”. The Conversation (în engleză). Accesat în 13 ianuarie 2019.
93. ↑  Mental breakdowns, substance abuse, an obese Marlon Brando: Welcome to “Apocalypse Now,” the film that nearly killed both Francis Coppola and Martin Sheen
94. ↑  SINGH, PREETI (22 iulie 2017). „Nawazuddin Siddiqui: Method Acting”. The Sunday Guardian Live. Accesat în 13 ianuarie 2019.
95. ↑  No more Method acting!
96. ↑  From the Archives: Rod Steiger, Method Actor Infused his Roles With Raw Intensity
97. ↑  Timoney, Brian (29 iulie 2016). „Meryl Streep: Method Acting Case Study | Brian Timoney Actors' Studio”. Brian Timoney Acting: (în engleză). Accesat în 13 ianuarie 2019.
98. ↑  Varma, Indira. „Personal Quotes”. IMDB. IMDB. Accesat în 28 februarie 2019.
99. ↑  Eli Wallach: Early proponent of method acting whose many stage and film roles included Tuco in The Good, the Bad and the Ugly
100. ↑  „Ryan Reynolds finds Denzel Washington's method acting endearing”. Hindustan Times. 25 noiembrie 2011. Accesat în 30 ianuarie 2019.
101. ↑  Barker, Emily (14 noiembrie 2017). „16 intense method actors who went to extreme lengths for their roles”. NME. Accesat în 13 ianuarie 2019.
102. ↑  Lawrence, Will (10 noiembrie 2011). „Michelle Williams: I was born to play Marilyn”. Accesat în 13 ianuarie 2019.
103. ↑  „Winslet's Method Acting Struggle”. Arhivat din original la 12 ianuarie 2019. Accesat în 12 ianuarie 2019.